# Wahlkreis Cumbernauld, Kilsyth and Kirkintilloch East
| Cumbernauld, Kilsyth and Kirkintilloch East |
| ------------------------------------------- |
| Cumbernauld, Kilsyth and Kirkintilloch East |
| Gebildet                                    |
| 2005                                        |
| Abgeordneter                                |
| Stuart McDonald (SNP)                       |
| Regionen                                    |
| North Lanarkshire, East Dunbartonshire      |

Cumbernauld, Kilsyth and Kirkintilloch East ist ein Wahlkreis für das Britische Unterhaus. Er wurde im Zuge der Wahlkreisreform 2005 aus dem vormaligen Wahlkreis Cumbernauld and Kilsyth sowie Teilen von Strathkelvin and Bearsden geschaffen. Cumbernauld, Kilsyth and Kirkintilloch East deckt Gebiete der Council Areas North Lanarkshire und East Dunbartonshire mit den namensgebenden Städten Cumbernauld und Kilsyth ab. Der Wahlkreis entsendet einen Abgeordneten.

## Wahlergebnisse

### Unterhauswahlen 2005
| Ergebnisse der Unterhauswahlen 2005 | Ergebnisse der Unterhauswahlen 2005 | Ergebnisse der Unterhauswahlen 2005 | Ergebnisse der Unterhauswahlen 2005 |
| Partei                              | Kandidat                            | Stimmen                             | %                                   |
| ----------------------------------- | ----------------------------------- | ----------------------------------- | ----------------------------------- |
| Labour                              | Rosemary McKenna                    | 20.251                              | 51,8                                |
| SNP                                 | Jamie Hepburn                       | 8689                                | 22,2                                |
| Liberal Democrats                   | Hugh O’Donnell                      | 5817                                | 14,9                                |
| Conservative                        | James Boswell                       | 2718                                | 7,0                                 |
| Socialist                           | Willie O’Neill                      | 1141                                | 2,9                                 |
| Christian Vote                      | Patrick Elliott                     | 472                                 | 1,2                                 |

### Unterhauswahlen 2010
| Ergebnisse der Unterhauswahlen 2010 | Ergebnisse der Unterhauswahlen 2010 | Ergebnisse der Unterhauswahlen 2010 | Ergebnisse der Unterhauswahlen 2010 | Ergebnisse der Unterhauswahlen 2010 |
| Partei                              | Kandidat                            | Stimmen                             | %                                   | ±                                   |
| ----------------------------------- | ----------------------------------- | ----------------------------------- | ----------------------------------- | ----------------------------------- |
| Labour                              | Gregg McClymont                     | 23.549                              | 57,2                                | +5,4                                |
| SNP                                 | Julie Hepburn                       | 9794                                | 23,8                                | +1,6                                |
| Liberal Democrats                   | Rod Ackland                         | 3524                                | 9,5                                 | −5,4                                |
| Conservative                        | Stephanie Fraser                    | 3407                                | 8,3                                 | +1,3                                |
| Socialist                           | Willie O’Neill                      | 476                                 | 1,2                                 | −1,7                                |

### Unterhauswahlen 2015
| Ergebnisse der Unterhauswahlen 2015 | Ergebnisse der Unterhauswahlen 2015 | Ergebnisse der Unterhauswahlen 2015 | Ergebnisse der Unterhauswahlen 2015 | Ergebnisse der Unterhauswahlen 2015 |
| Partei                              | Kandidat                            | Stimmen                             | %                                   | ±                                   |
| ----------------------------------- | ----------------------------------- | ----------------------------------- | ----------------------------------- | ----------------------------------- |
| SNP                                 | Stuart McDonald                     | 29.572                              | 59,9                                | +36,1                               |
| Labour                              | Gregg McClymont                     | 14.820                              | 30,0                                | −27,2                               |
| Conservative                        | Malcolm MacKay                      | 3891                                | 7,9                                 | −0,4                                |
| Liberal Democrats                   | John Duncan                         | 1099                                | 2,2                                 | −7,3                                |

### Unterhauswahlen 2017
| Ergebnisse der Unterhauswahlen 2017 | Ergebnisse der Unterhauswahlen 2017 | Ergebnisse der Unterhauswahlen 2017 | Ergebnisse der Unterhauswahlen 2017 | Ergebnisse der Unterhauswahlen 2017 |
| Partei                              | Kandidat                            | Stimmen                             | %                                   | ±                                   |
| ----------------------------------- | ----------------------------------- | ----------------------------------- | ----------------------------------- | ----------------------------------- |
| SNP                                 | Stuart McDonald                     | 19.122                              | 43,6                                | −16,3                               |
| Labour                              | Elisha Fisher                       | 14.858                              | 33,9                                | +3,9                                |
| Conservative                        | Stephen Johnston                    | 8010                                | 18,3                                | +10,4                               |
| Liberal Democrats                   | Rod Ackland                         | 1238                                | 2,8                                 | +0,6                                |
| UKIP                                | Carl Pearson                        | 605                                 | 1,4                                 | +1,4                                |

### Unterhauswahlen 2019
| Ergebnisse der Unterhauswahlen 2019 | Ergebnisse der Unterhauswahlen 2019 | Ergebnisse der Unterhauswahlen 2019 | Ergebnisse der Unterhauswahlen 2019 | Ergebnisse der Unterhauswahlen 2019 |
| Partei                              | Kandidat                            | Stimmen                             | %                                   | ±                                   |
| ----------------------------------- | ----------------------------------- | ----------------------------------- | ----------------------------------- | ----------------------------------- |
| SNP                                 | Stuart McDonald                     | 24.158                              | 52,8                                | +9,2                                |
| Labour                              | James McPhilemy                     | 11.182                              | 24,5                                | −9,4                                |
| Conservative                        | Roz McCall                          | 7380                                | 16,1                                | −2,2                                |
| Liberal Democrats                   | Susan Murray                        | 2966                                | 6,5                                 | +3,7                                |